# Пейтау-шул

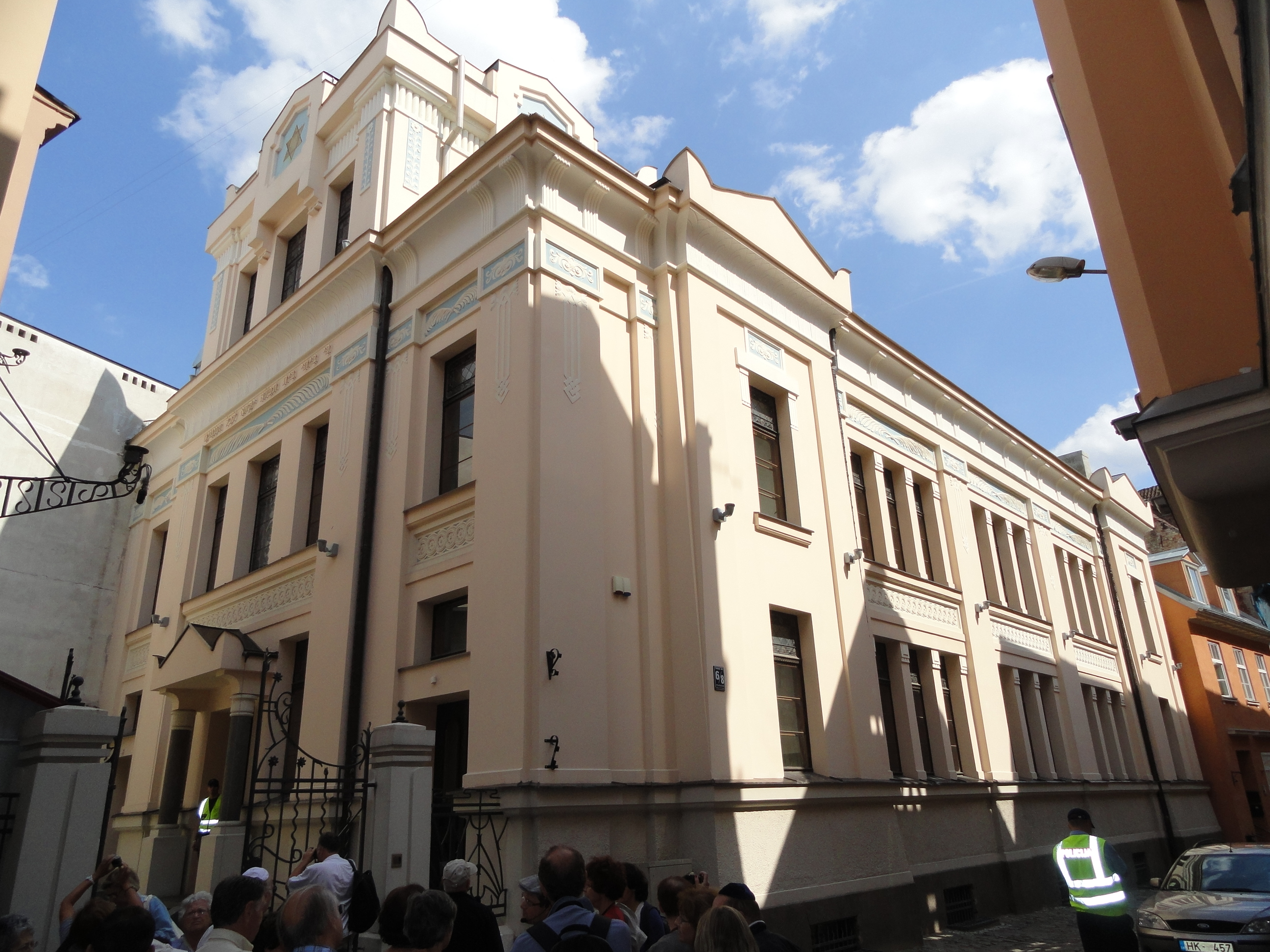
Синагога Пейтау-шул

Пейтау-шул — рижская синагога, памятник архитектуры государственного значения. Единственная из 20 рижских синагог и молельных домов, пережившая «карательную» акцию 4 июля 1941 года.

## Строительство
Община евреев, проживавших компактно в районе Старой Риги, сформировалась во второй половине XIX века. Сперва еврейская община Риги совместными усилиями выкупила участок земли на Пейтавской улице, а в марте 1903 года было получено разрешение на строительство от городских властей (градоначальником был Джордж Армитстед, оказавший поддержку идее строительства). Здание синагоги было спроектировано историком искусств, археологом и опытным архитектором Вильгельмом Нейманом и Германом Зейберлихом, архитектором, только начинавшим свой творческий путь. Несколько раз проект претерпевал незначительные изменения, но к 1905 году строительство культового здания было полностью завершено.
Здание представляет собой редкий образец модерна, который нечасто использовался в Лифляндии для строительства религиозных сооружений. Среди таких примеров можно упомянуть церковь Святого Креста в Чиекуркалнсе, лютеранская церковь в Дубулты, а также купол храма рижской древлеправославной Гребенщиковской общины. Все церковные здания с элементами модерна строились в одно время — в период с 1903 по 1915 год. При проектировании интерьера и фасадов использовались флоральные мотивы — пальмовые ветви и листья, цветки лотоса, что является примером стилизации древнеегипетского и вавилонского канонов визуального искусства.

## Дальнейшая история
В период первой независимой Латвии Пейтау-шул являлась одной из четырёх рижских хоральных синагог. Её хор, который возглавлял кантор Абрам Абрамкис, пользовался заслуженной популярностью не только у еврейского населения столицы.
4 июля 1941 года начался Рижский погром, в ходе которого была проведена массовая расправа над местным еврейским населением и над евреями-беженцами из Шяуляй. При непосредственном участии вспомогательных отрядов латышских коллаборационистов были сожжены все еврейские синагоги и молельные дома Риги, однако синагога на Пейтавас избежала такой участи. Существует версия, что нацисты отказались осуществлять поджог этой синагоги из боязни, что огонь может с лёгкостью переброситься на соседние здания, представлявшие культурную ценность для немцев. По другой версии, пасторы Реформатской церкви вступились за синагогу и отстояли её; после Великой Отечественной войны в восточной стене синагоги был обнаружен священный Ковчег Завета (арон-кодеш), в котором были укрыты ценные свитки Торы. Этот поступок также приписывается пастору Реформатской церкви Густаву Шаурумсу. Впрочем, не исключено, что священнослужители Пейтау-шул смогли сами спрятать арон-кодеш в восточную стену и во время нацистской оккупации его никто не обнаружил. В годы нацистской власти в синагоге был оборудован склад.
После войны в Пейтау-шул возобновились религиозные службы, молитвы и ритуалы. Это была одна из немногих синагог, действовавших в Советском Союзе (например, Вильнюсская хоральная синагога, другой важный прибалтийский центр религиозной жизни евреев, также действовала в СССР), и одна из четырёх советских синагог, в которой работал хор. В советское время Пейтау-шул являлась одним из авторитетных центров религиозной жизни латвийских евреев.
Реновация здания была проведена усилиями Европейского Союза, Латвийского государства, Совета Еврейских общин Европы, европейских еврейских общин, а также с помощью многочисленных частных пожертвований в 2007—2009 годы (руководитель реставрационных работ — архитектор Сергей Рыж).
Раввин — Элийоху Крумер.